# Oosterplas (Zuid-Kennemerland)
De Oosterplas is een duinmeer en is gelegen in het Nationaal Park Zuid-Kennemerland. Het meer ligt iets ten westen van ingang Bleek en Berg, dat aan het einde van de Bergweg en het Bleek en Bergpad ligt, in de gemeente Bloemendaal. De Oosterplas is een kunstmatig meer en is in de jaren 50 gegraven. Het zand dat vrijkwam is gebruikt voor de ophoging van Schalkwijk in Haarlem. Het meer is op zijn diepste punt tussen 2,5 en 3 m diep. De totale kustlengte van het meer is 200 m, bestaande uit twee strandjes van 150 m en 50 m breed.
Het meer en het strandje is in de zomermaanden een populaire plek om warme zomerdagen door te brengen. In het meer mag het gehele jaar door gezwommen worden. De waterkwaliteit van het meer wordt tijdens het zwemseizoen van 1 mei tot 30 september wekelijks gecontroleerd door beheerder PWN. Het meer is net zoals de rest van het Nationaal Park toegankelijk tussen zonsopgang en zonsondergang. Honden, open vuur en barbecue zijn niet toegestaan.
Andere meren in het Nationaal Park zijn het Vogelmeer, Spartelmeer, 't Wed, Duinmeer, Cremermeer, Kennemermeer en het Meertje van Burdet.